# Lestodiplosis muricatae
Lestodiplosis muricatae är en tvåvingeart som beskrevs av Barnes 1928. Lestodiplosis muricatae ingår i släktet Lestodiplosis och familjen gallmyggor. Inga underarter finns listade i Catalogue of Life.